# Huelga general de 1972
La huelga general de 1972 fue una serie de protestas que tuvieron lugar en Vigo. Se considera un hito en la historia gallega.

## Desarrollo
Durante el franquismo 30 000 trabajadores de la región de Vigo se movilizaron durante dos semanas tras el despido de cinco trabajadores de la fábrica de Citroën. Inicialmente hubo seis mil despidos que finalmente llegaron a cuatrocientos y centenares de personas detenidas y heridas.

## Valoración
La valoración que se hace de ella es que fue un éxito a pesar de los costes que tuvo. En el documental Vigo 1972. O ano da memoria (Roi Cagiao, 2017) sus protagonistas consideran que fue un importante pulso al franquismo, antesala de la transición política y que provocó una mejora sustancial de todos los convenios colectivos que siguieron.

## En la cultura general
La huelga de 1972 es el escenario de la novela Todo chega desde o mar Santiago Ferragud.